# 杨翠屏

楊翠屏，當代法藉華文女作家。

## 生平
1948年12月29日出生於臺灣中南部的雲林縣斗六市，小學就讀鎮東國小。初、高中就讀國立嘉義女子高級中學，1967年畢業。這一年的全國大專聯考，嘉女出了兩位榜首：乙組 (文科)沈啟及丁組 (法商科)黃希平，佳績空前絕後。1967年楊翠屏考進國立政治大學外交系，與蘇起同班同學。1984年開始在巴黎第七大學讀博士，1989年10月獲得文學博士學位  ，1992年通過副教授資格甄選 。杨翠屏在法国生活几十年，喜欢观察法国的社经、政治、文化现象，对法国有着深层次的了解。她感言：“传达信息、传递知识、贡献社会、嘉惠人类是我写作的原动力。”这正是一个有良知的学者作家的强烈责任感。

## 寫作
楊翠屏熱愛參觀作家、音樂家、歷史人物、偉人故居。興趣廣泛，閱讀、寫作類別概括文學、社會學、心理學、歷史、醫學，偉人傳記等，最近十幾年潛心研讀腦神經科學。曾在婦女雜誌、中央日報海外書簡、民生報、逍遙雜誌發表過文章，也為中國時報開卷版世界書房撰寫法國書評三年。楊翠屏於2014年10月23日，在臺灣接受名作家兼電視節目主持人謝哲青飛碟電台訪問，介紹《你一定愛讀的西班牙史：現代西班牙的塑造》。2018年11 月18日在台北接受姚舜主持的98新聞台訪問，介紹" 情繫西班牙"一書 。2019年12月3日在台北接受復興電台錄音訪談"歐洲皇室婚姻成功的秘訣"  。 楊翠屏的書在中國大陸，港、澳、臺地區受歡迎。 她用中法文寫作，迄今已經出版了十餘部著作，楊翠屏是海外華文女作家協會永久會員，歐洲華文作家協會副會長。

## 譯作
- 《見證》(八位二十世紀法國文學巨擘評論) 台灣德華，1977年6月
- 《西蒙波娃回憶錄》志文出版社，1981年9月
- 《第二性第三卷：正當的主張與邁向解放》志文出版社，1992年9月

## 著作
- 與高關中主編《尋訪歐洲名人的蹤跡》釀出版，出版日期：2018-09-03
- 《情繫西班牙》 三民書局 ，出版日期：2018-01-31
- 《你一定愛讀的西班牙史：現代西班牙的塑造》 台灣商務 ，出版日期：2013-03-05
- 《誰說法國只有浪漫》 高寶 ，出版日期：2006-12-06
- 《忘了我是誰：阿茲海默症的世紀危機》 印刻 ，出版日期：2010-06-01
- 《名女作家的背後》文經閣出版社 ，出版日期：2006-05-01
- 《活得更快樂》遠流 ，出版日期：1997-03-01
- 《看婚姻如何影響女人》方智 ，出版日期：1996-03

## 評價
陽明大學兼任教授、前台北榮總一般神經內科主任劉秀枝曾評介其作品《忘了我是誰： 阿茲海默症的世紀危機》：「我最欣賞的是預防的部分，包括勤動筋骨，控制血壓、體重和膽固醇，廣交老友，食物密碼，環境刺激，讓大腦永不退休等，所引用的醫學文獻都是近幾年才發表的最新資料。幾乎所有的老年人都活在阿茲海默症的陰影之下，因此如何預防是大家所最想知道，也都可用得到的。這本書可以讓我們了解阿茲海默症的來龍去脈，並引導我們去預防它、避開它。」「法國政府看到失智症對個人、社會及國家的衝擊，於二○○八年啟動抗阿茲海默計畫，更由總統成立專門委員會來研究。」
楊翠屏博士出版著作數種，著作《你一定愛讀的西班牙史：現代西班牙的塑造》成為台灣市鎮圖書館及各大學所蒐藏。
陳三井教授《華人眼中的法蘭西》一書第十七章 江山代有才人出:留法新銳眼中的法蘭西《法華女作家楊翠屏品評法國"浪漫"》 ,引述她《誰說法國只有浪漫》這本書。

## 獲獎
- 《第二性第三卷：正當的主張與邁向解放》獲得聯合報讀書人1992年非文學類最佳書獎。
- 《活得更快樂》1998年獲台北市政府新聞處推介為優良讀物。
- 《忘了我是誰： 阿茲海默症的世紀危機》2011年獲得中華民國僑聯總會人文科學學術論著獎第二名(第一名從缺)。
- 《你一定愛讀的西班牙史：現代西班牙的塑造》獲得僑聯2014年海外華文著述獎學術論著社會人文科學類佳作。
- 《情繫西班牙》獲得僑聯2018年海外華文著述獎學術論著社會人文科學類佳作。